# Македонски геоглиф
Македонският геоглиф (на македонска литературна норма: Македонски геоглиф) се намира на около 5 km от град Свети Никола, Република Македония, в непосредствена близост до село Горно Църнилище. Дължината на изображението е около 85–90 m, а ширината му е около 45 m.

## Описание и особености
Геоглифът (известно и като Археологически обект Канда) е изграден на малка могила с яйцевидна форма, с идеална ориентация север — юг, а изображението създадено върху нея представлява символ напомнящ на стрелка заключен в елипса. Каналите издълбани в почвата, за да оформят символа и елипсата са с дълбочина 2 m и ширина около 2 m. През 2014 г. геоглифът е заснет с инфрачервена камера от въздуха и посредством тази фотография е установен различен състав на почвата на възвишението и заобикалящите го почви, което е сериозна предпоставка да се твърди, че възвишението е от изкуствен произход.

## Проучване
През 2014 г. международно научно сдружение SB Research Group (SBRG) представлявано от Паоло Дебертолис (Университет Триест, Италия), проф. Аристотел Тентов (Скопски университет „Св. Кирил и Методий“, Република Македония), Домагой Николич (Технически институт Рочестър, Дубровник, Хърватска), Горан Мариянович (SB Research Group, Europe) и Хейкки Сволайнен и Нина Ърл (HSS Production, Audiovisual Impressions, Хелзинки, Финландия), провеждат мултидисциплинарно изследване на обекта.
Геоглифът е изследван посредством няколко различни методи включително инфрачервено заснемане, ултразвук, синтез на бинарните алгоритми от аудио вълни, радиестезия и изследвания на факторите на атмосферната среда в района на възвишението.
Екипът заснема хълмът с инфрачервена камера, а по-късният анализ, показва, че съставът на почвата на хълма е различен от съставът на заобикалящите го обработваеми земи. Така учените стигат до заключението, че се касае или за изцяло изкуствено изграден хълм или за допълнително оформен насип върху вече съществуващ такъв хълм в древността. Учените отбелязват, че предназначението и причината за изграждане на могилата остават неизвестни.
Извършеният електромагнитен спектрален анализ на могилата с геоглифа, показва голяма вероятност под могилата да е наличен подземен извор. Този резултат е подкрепен и от резултатите от изследванията с инфразвук и аудио-магнито-телурични (AMT) записи. Изворът изглежда се намира под центъра на могилата или поне много близо до своеобразната главна ос. Последните две изследвания свидетелстват и за възможността под могилата да има една или повече кухини, за които не може със сигурност да се каже дали са с изкуствен произход или са естествени формирования.
Според изследователите от SB Research Group символиката, с която е натоварен геоглифът може да бъде свързана с Македонската царска династия. Те свързват геоглифът с димотичното писмо и йероглифът символизиращ Зевс – синът на Великата богиня Майка, от който произлизат всички владетели според древногръцката митология. Тази теза обаче не е убедителна, тъй като зад нея стоят теориите на проф. Аристотел Тентов, който защитава меко казано ненаучни и националистически теории за произхода на т.нар. македонски език.
Интересен е фактът, че геоглифът (според изследователите) е подравнен по съзвездието Касиопея, която отново е свързвана посредством позовавания на древногръцката митология с Македонската царска династия и митологичният факт, че въпросната богиня е майка на Андромеда, която е съпруга на Персей, с който според изследователите са се олицетворявали македонските владетели. Съзвездието Касиопея се намира точно на север и стои вертикално над геоглифът при изгрев слънце на 21/22 юли (дата кореспондираща според едно от предположенията с рождената дата на Александър Македонски). Фактът, че при могилата се наблюдава подобно равнение със звездното небе, може и да е маркер, че става въпрос за погребално съоръжение от Античността.
Фактът, че в непосредствена близост до геоглифа се намират обектите Била зора и Дяволски зид, сам по себе си е любопитен, но все още няма доказателства, че те могат да бъдат обвързани в някакъв контекст. Стената на дявола е недостатъчно изследвана, а Била зора е крепост, която е приписвана на племената дардани, пеони, илири и македони. Областта на Овче поле в древността е контактна зона между гореизброените племена и вероятно доста често е преминавала в различни владения. (Геоглифът е обект на много спекулативни статии в Република Македония и любима тема за псевдонаучни изследвания и фантастични твърдения.)
Според Дерек Кънингам от предварително проучване на SB Research Group са получени достатъчно косвени доказателства, че може би владетелските фамилии на Древна Македония, вероятно да са ползвали могилното съоръжение, но според него геоглифът е близък до някои изобразителни похвати характерни за Каменната епоха, когато често астрономическите стойности са изобразявани като ъгли. Въз основа на това предположение, може да се смята, че обитателите на региона от тази епоха са изградили могилата, като маркер за съзвездия, които са имали някаква култова значимост за тях. Ако геоглифът датира от епохата на Александър Македонски, тогава би било възможно, да бъде свързан с религиозната иконография характерна за изображения от Бронзовата епоха открити на о-в Кипър.